# Кандык изящный
Канды́к изя́щный (лат. Erythronium elegans) — редкий вид цветковых растений рода Кандык (лат. Erythronium).

## Ботаническое описание
Эфемероидное многолетнее травянистое луковичное растение. Луковица небольшая, 3—5 см длиной. Образует два зелёных, иногда с коричневатыми или белыми вкраплениями листа длиной до 20 см. Цветонос высотой до 30 см, несёт 1—4 цветка. Цветок с простым околоцветником из 6 листочков длиной 2—4 см, 3 внутренних — белого цвета, 3 наружных — белые с розоватым оттенком. Вблизи основания листочки имеют жёлтое окаймление. Высовывающиеся наружу тычинки оканчиваются жёлтыми пыльниками, каждый 1—2 см длиной. Цветение в мае и июне.

## Ареал и местообитание
Эндемик штата Орегон в США, где известен по 12 местонахождениям в Северном береговом хребте.
Хотя вид имеет очень ограниченный ареал, он произрастает в широком диапазоне природных условий. Он может быть обнаружен в редколесьях и больших лесах, возле торфяников, на каменистых осыпях и лугах. В этих лесах господствуют псевдотсуга Мензиса (Pseudotsuga menziesii) и другие растения, в том числе пихта миловидная (Abies amabilis), туя складчатая (Thuja plicata), ель (Picea), майник широколистный (Maianthemum dilatatum), кандык крупноцветковый (Erythronium grandiflorum), земляника (Fragaria), гаультерия (Gaultheria), представители рода вакциниум (Vaccinium) и люпин (Lupinus).
В дикой природе растение обладает малой конкурентоспособностью, обитая в районах с малопитательными почвами, где ниже конкуренция с другими растениями, однако оно хорошо подходит для культивации.

## Охрана
Редкий вид, находится под угрозой исчезновения. В штате Орегон взят под охрану.